# 京都光華女子大学短期大学部
京都光華女子大学短期大学部（きょうとこうかじょしだいがくたんきだいがくぶ、英語: Kyoto Koka Women's University Junior College）は、京都府京都市右京区西京極葛野町38に本部を置く日本の私立大学。1939年創立、1950年大学設置。大学の略称は不明。

## 概観

### 大学全体
- 京都光華女子大学短期大学部は、短期大学制度が発足した年の1950年に設置された60年近くの歴史を有する短大で現在2学科からなっている。キャンパスは、後に併設された京都光華女子大学と同じキャンパスに設置されている。葛野大路通の西側かつ五条通北側に面した場所にある。

### 建学の精神（校訓・理念・学是）
- 「仏教精神に基づいた人間形成」が教育方針とされている。

### 教育および研究
- 京都光華女子大学短期大学部には、地域総合科学科に認定されたライフデザイン学科が設置されている。「造形デザイン」・「デザイン基礎」・「フード」などのフィールドから科目を選択できるカリキュラムとなっている。

### 学風および特色
- 親鸞聖人の仏教思想に基づいた教育がベースとなっている。

## 沿革
- 1944年 光華女子専門学校開設[1]。
- 1950年 光華女子専門学校を光華女子短期大学（こうかじょしたんきだいがく）に移行。
  - 文科
  - 家政科
- 1987年 家政科を専攻分離する。
  - 生活科学専攻
  - 生活文化専攻
- 1993年 家政科を生活科学科に変更。
- 1995年 生活科学科の専攻課程を変更。
  - 食生活専攻：募集は2001年度まで
  - 生活デザイン専攻
  - 生活文化専攻：募集は1999年度まで
  - 生活情報専攻
- 1997年 栄養専攻を増設：募集は2001年度まで
- 2000年 光華女子大学短期大学部（こうかじょしだいがくたんきだいがくぶ）と改称。生活学科を生活環境学科に改組。
- 2006年 環境デザイナー二見恵美子デザインによる自然風景式屋上庭園HIKARU-COURT設置。
  - こども保育学科を設置
  - 生活環境学科をライフデザイン学科に改組。
  - 屋上庭園HIKARU-COURTが財団法人都市緑化技術開発機構主催、第5回屋上・壁面・特殊緑化技術コンクールの屋上緑化部門で『都市緑化技術開発機構理事長賞』を受賞。
  - 屋上庭園HIKARU-COURTが京都市建設局水と緑環境部緑政課主催『都市緑化推進功労賞』を受賞。
- 2015年 こども保育学科を廃止。

## 基礎データ

### 所在地
- 京都府京都市右京区西京極葛野町38

### 象徴
- カレッジマークは四年制大学と同じである。

## 教育および研究

### 組織

#### 学科
- ライフデザイン学科
- 歯科衛生学科（令和6年4月開設）

過去にあった学科
- 文科：募集は1963年度まで。現在は、文学部となっている。
- 家政科→生活学科→生活環境学科
  - 食生活専攻：募集は2001年度まで
  - 生活デザイン専攻
  - 生活文化専攻：募集は1999年度まで
  - 生活情報専攻
  - 栄養専攻：募集は2001年度まで。現在は、人間科学部健康栄養学科となっている。
- こども保育学科

#### 取得資格について
- こども保育学科では、保育士資格と幼稚園教諭二種免許状が取得できるようになっていた。
- ライフデザイン学科の前身である生活学科では、中学校教諭二種免許状（家庭）と（保健）が設置されていた。
- 生活学科栄養専攻では、栄養士資格が取得できるカリキュラムが組まれていた。

#### 附属機関
- 学内に図書館がある。

## 学生生活

### イベント
- 親鸞聖人の命日法要として「学園報恩講」が行なわれている。

### 部活動・クラブ活動・サークル活動
- 四年制大学と同じキャンパスにある関係上、両者と合同で参加している。

### 学園祭
- 学園祭は大学と合同となっている。

## 大学関係者と組織

### 大学関係者組織
- 大学と同様、「ふかみぐさ」と称した同窓会がある。

## 施設

### キャンパス
- 交通アクセス
  - 最寄り駅は阪急京都線西京極駅から徒歩で10分程度の場所にある。
  - JR京都駅などから京都市営バス、京都バス、京阪京都交通「光華女子学園前」下車
  - 学生専用・予約制だが授業時間に合わせて、京都駅・光華女子学園間を、一日4回送迎バスが運行している。
- 京都府にある大学・短大の中で唯一屋上庭園を設置している。「屋上庭園HIKARU-COURT」は2006年に財団法人都市緑化技術開発機構・京都市建設局水と緑環境部緑政課で京都の教育施設として初めて受賞している。

### 学生食堂
- 学内に設置されている。

## 対外関係
- 光華幼稚園が、短大こども保育学科学生のための教育実習に活用されている。
- 社会福祉法人つわぶき園が、短大こども保育学科学生のための保育実習に活用されている。

### 他大学との協定
- 大学コンソーシアム京都に加盟している。

### 系列校
- 京都光華女子大学
- 京都光華中学校・高等学校

## 就職について
- 旧来の生活学科等を含め、ライフデザイン学科では一般企業への就職者が大半となっている。こども保育学科では、保育園や幼稚園への就職者が多いものとなっている。

## 編入学・進学実績
- 併設の京都光華女子大学のほか、二松學舎大学・大谷大学・京都学園大学・京都橘大学・京都文教大学・立命館大学・龍谷大学・大阪産業大学・梅花女子大学などに編入学した実績があげられる。